# Henry Mangles Denham
Pour les articles homonymes, voir Denham.
Henry Mangles Denham, né le 28 août 1800 à Plymouth et mort le 3 juillet 1887 à Londres, est un officier de marine et hydrographe de la Royal Navy britannique.

## Biographie
Né en 1800, il entre dans la Royal Navy en avril 1809 comme volontaire à bord de la Daphne en station à Guernesey et Jersey. Progressivement, il est promu Lieutenant sur la Linnet (1822-1826) dont il devient lieutenant-commandant en 1827 et est nommé capitaine de l' HMS Herald (1822) (en) en 1851 et voyage dans le sud de l'Atlantique et dans le Pacifique Sud de 1852 à 1861. En 1853, il atteint l'île Lord Howe puis les parages de la Nouvelle-Calédonie (île des Pins, Anatom) et explore les mers du nord-est de l'Australie. Il s'échoue sur les récifs de Minerva en 1854 et les baptise ainsi d'après le baleinier qui a sombré sur l'atoll du sud le 9 septembre 1829
Commandant en chef de la Pacific Station (1864-1866), Amiral (1869), il a donné son nom à une ville d'Australie, située à l'emplacement de son débarquement, ainsi qu'à la Meryta denhamii, une espèce endémique de Nouvelle-Calédonie et à la Melicope denhamii.
On lui doit, avec Decimus Burton, en 1839 les plans des phares de Fleetwood Low et Fleetwood High.
Jules Verne le mentionne dans deux de ses romans : 20 000 lieues sous les mers (partie 2, chapitre XI) et L'Île à hélice (partie 2, chapitre VIII) où, en suivant par erreur sa source, les Nouvelles annales des voyages (vol. VI, 1862), il écrit « Durham ».